# Trojan (Familienname)
Trojan oder Troyan ist ein Familienname.

## Namensträger
- Alexander Trojan eig. Takacs (1914–1992), österreichischer Kammerschauspieler
- Alf Trojan (* 1944), deutscher Medizinsoziologe
- Andreas Puff-Trojan (* 1960), österreichischer Autor und Literaturwissenschaftler
- Cedric Nicolas-Troyan (* 1969), französischer Spezialist für visuelle Effekte
- Erwin Trojan (1888–1957), österreichischer Blasmusikkomponist
- Eva Trojan, Pseudonym von Tilly Boesche-Zacharow
- Felix Trojan (1895–1968), österreichischer Phonetiker und Hochschullehrer
- Filip Trojan (* 1983), tschechischer Fußballspieler
- Franz Trojan (1957–2021), deutscher Schlagzeuger und Musikproduzent
- Ivan Trojan (* 1964), tschechischer Schauspieler
- Johannes Trojan (1837–1915), deutscher Schriftsteller
- Josef Trojan (Handballspieler) (* 1933), tschechoslowakischer Handballspieler
- Josef Trojan (Schauspieler) (* 2001), tschechischer Schauspieler
- Ladislav Trojan (1932–2022), tschechischer Schauspieler
- Nadeschda Wiktorowna Trojan (1921–2011), sowjetische bzw. russische Widerstandskämpferin gegen den Nationalsozialismus und Medizinerin
- Ondřej Trojan (* 1959), tschechischer Filmproduzent und -regisseur
- Richard Trojan (* 1966), deutsch-slowakischer Eishockeyspieler
- Stefanie Trojan (* 1976), deutsche Performancekünstlerin
- Václav Trojan (1907–1983), tschechischer Komponist
- Volker Trojan (* 1942), deutscher Fußballspieler